# Stiven Rivić
Stiven Rivić (Pula, 9. kolovoza 1985.) je hrvatski nogometaš koji trenutačno igra za Hampton & Richmond Borough.
U belgijskom klubu Sint-Truidense je Rivić započeo svoju profesionalnu karijeru. Zatim je se vratio u Istri 1961, gdje je igrao u mladosti.

## Vanjske poveznice
- Statistika na fussballdaten.de
- HNS